# Mariya Mikhailyuk
Mariya Mikhailyuk (née le 29 janvier 1991) est une athlète russe, spécialiste du 400 mètres. 

## Biographie

### Palmarès
| Date | Compétition                       | Lieu        | Résultat | Épreuve   | Performance   |
| ---- | --------------------------------- | ----------- | -------- | --------- | ------------- |
| 2015 | Championnats d'Europe par équipes | Tcheboksary | 2e       | 400 m     | 51 s 59       |
| 2015 | Championnats d'Europe par équipes | Tcheboksary | 1re      | 4 × 400 m | 3 min 24 s 98 |

### Records
| Épreuve | Performance | Lieu   | Date        |
| ------- | ----------- | ------ | ----------- |
| 400 m   | 51 s 45     | Moscou | 2 juin 2015 |